# Eau Noire (Chablais)
Pour les articles homonymes, voir Eau Noire.
L'Eau Noire est un torrent de France situé en Haute-Savoie, sous-affluent du Rhône par la Dranse d'Abondance puis la Dranse qui se jette dans le Léman.

## Géographie
Le torrent prend sa source au marais d'Ugeon, petite zone humide située à la frontière entre la France et la Suisse, juste sous le col d'Ugeon situé dans le canton du Valais et sous la dent du Lan située à la frontière. Le ruisseau reste en France et se dirige vers le sud-ouest où il forme le marais de Bise, petite zone humide au fond d'un petit cirque dominé par les Cornettes de Bise, la pointe de la Bosse ou encore la pointe de Bénévent, dans la réserve naturelle protégée des Cornettes de Bise. Le creux où se loge le marais n'a pas d'exutoire mais quelques centaines de mètres plus bas dans le vallon, les eaux ressortent à l'air libre au Creux de l'Aduin où elles prennent le nom d'Eau Noire.
Quelques centaines de mètres plus bas, le ruisseau forme le lac de Fontaine, voisin du marais de Léchère situé juste au sud et dont les eaux rejoignent le torrent. S'écoulant vers l'ouest, l'Eau Noire reçoit les eaux du ruisseau d'Ubine en rive gauche puis celles du Nant de Darbon en rive droite avant de confluer avec la Dranse d'Abondance entre les villages de Vacheresse au nord et de Bonnevaux au sud.

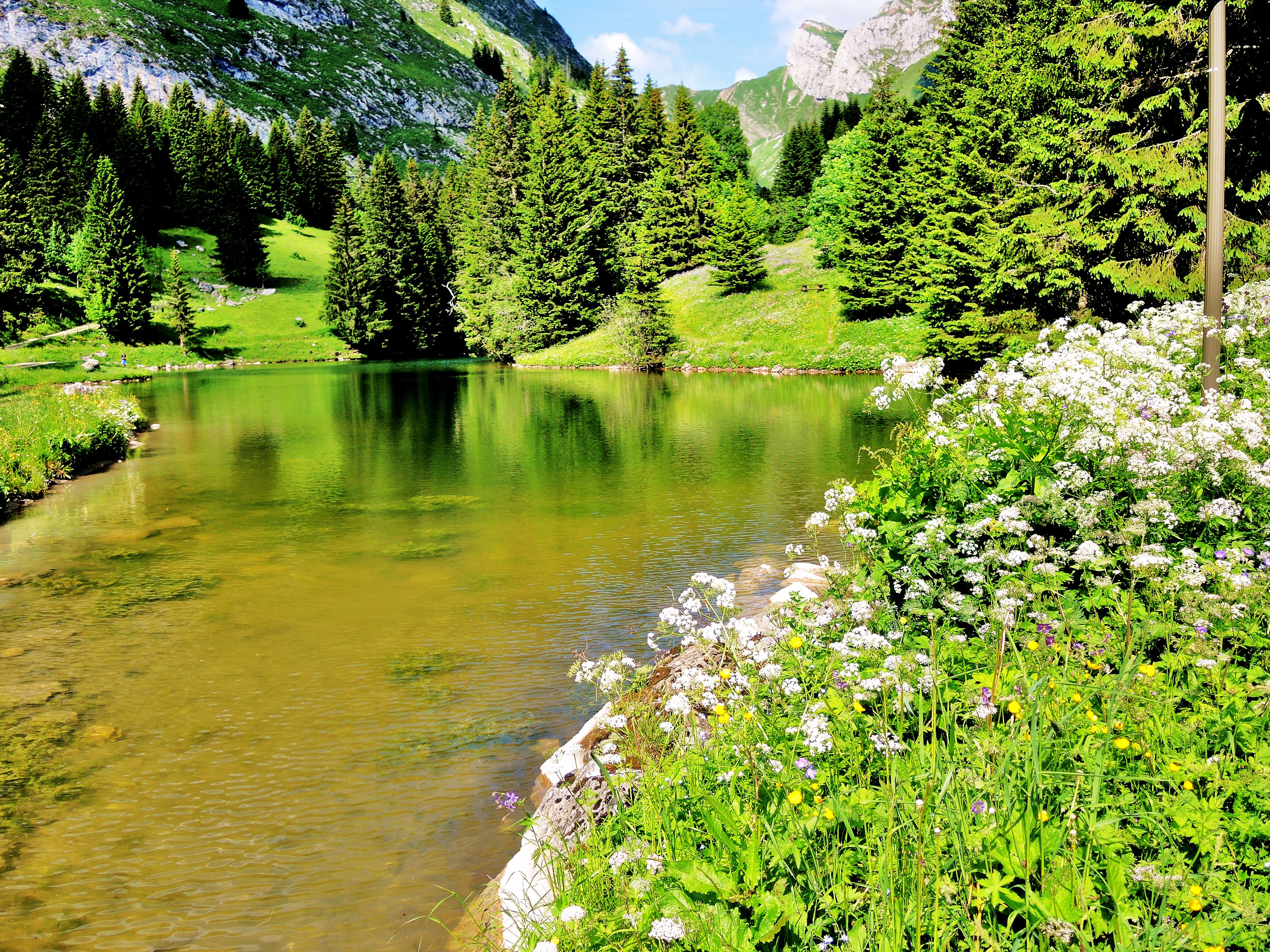
Vue du lac de Fontaine formé par l'Eau Noire.